# Križmani
Križmani este o localitate din comuna Osilnica, Slovenia, cu o populație de 15 locuitori.